# BSG Stahl Eisleben
Die BSG Stahl Eisleben war eine deutsche Betriebssportgemeinschaft des Mansfeldkombinates aus der Lutherstadt Eisleben. Die Fußballabteilung der BSG existierte unter verschiedenen Namen bis 1990, stand in der Zeit ihres Bestehens aber deutlich hinter dem Lokalrivalen Dynamo Eisleben. Erfolgreichste Sektion von Stahl Eisleben war die Volleyballabteilung der Herren, welche zwischen 1952 und 1955 dreimal DDR-Meister wurde.

## Sektion Fußball
Stahl Eisleben wurde 1945 als SG Eisleben gegründet, trat aber bis 1950 unter den Bezeichnungen BSG VVB Mansfeld Eisleben sowie Aktivist Mansfeld auf. 1951 vollzog die BSG eine Namensänderung in Stahl Eisleben und gehörte zu den Gründungsmitgliedern der 1952 gegründeten Bezirksliga Halle. In der Bezirksliga agierte Stahl Eisleben bis 1958, im Anschluss gelang vor Motor Aschersleben der Aufstieg in die drittklassige II. DDR-Liga. Die II. DDR-Liga hielt Eisleben bis zu deren Auflösung in der Spielzeit 1962/63 mit überwiegend gesicherten Mittelfeldplätzen. In der letzten Saison stieg Stahl Eisleben etwas überraschend vor den favorisierten Mannschaften von Dynamo Erfurt und Aktivist Tiefenort in die DDR-Liga auf.
In der DDR-Liga kämpfte Eisleben gegen Stahl Lippendorf und Chemie Zeitz lange gegen den Abstieg, konnte die Klasse letztlich aber nicht halten. Eine Rückkehr in den höherklassigen DDR-Fußball gelang der inzwischen in Mansfeldkombinat Eisleben umbenannten BSG nicht mehr. Die Bezirksliga hielt MK Eisleben noch bis 1972. 1990 stellte der Trägerbetrieb analog zu anderen großen Betrieben wie bei der BSG KWO Berlin die Zahlungen abrupt ein. Die Fußballabteilung fusionierte noch im gleichen Jahr mit Dynamo Eisleben zum Mansfelder SV Eisleben.

## Statistik
- Teilnahme DDR-Liga: 1963/64
- Teilnahme II. DDR-Liga: 1959 bis 1962/63
- Teilnahme FDGB-Pokal: 1960, 1962, 1963, 1964
- Ewige Tabelle der DDR-Liga: Rang 160

## Personen
- Norbert Nachtweih